# 三越伊勢丹ホールディングス

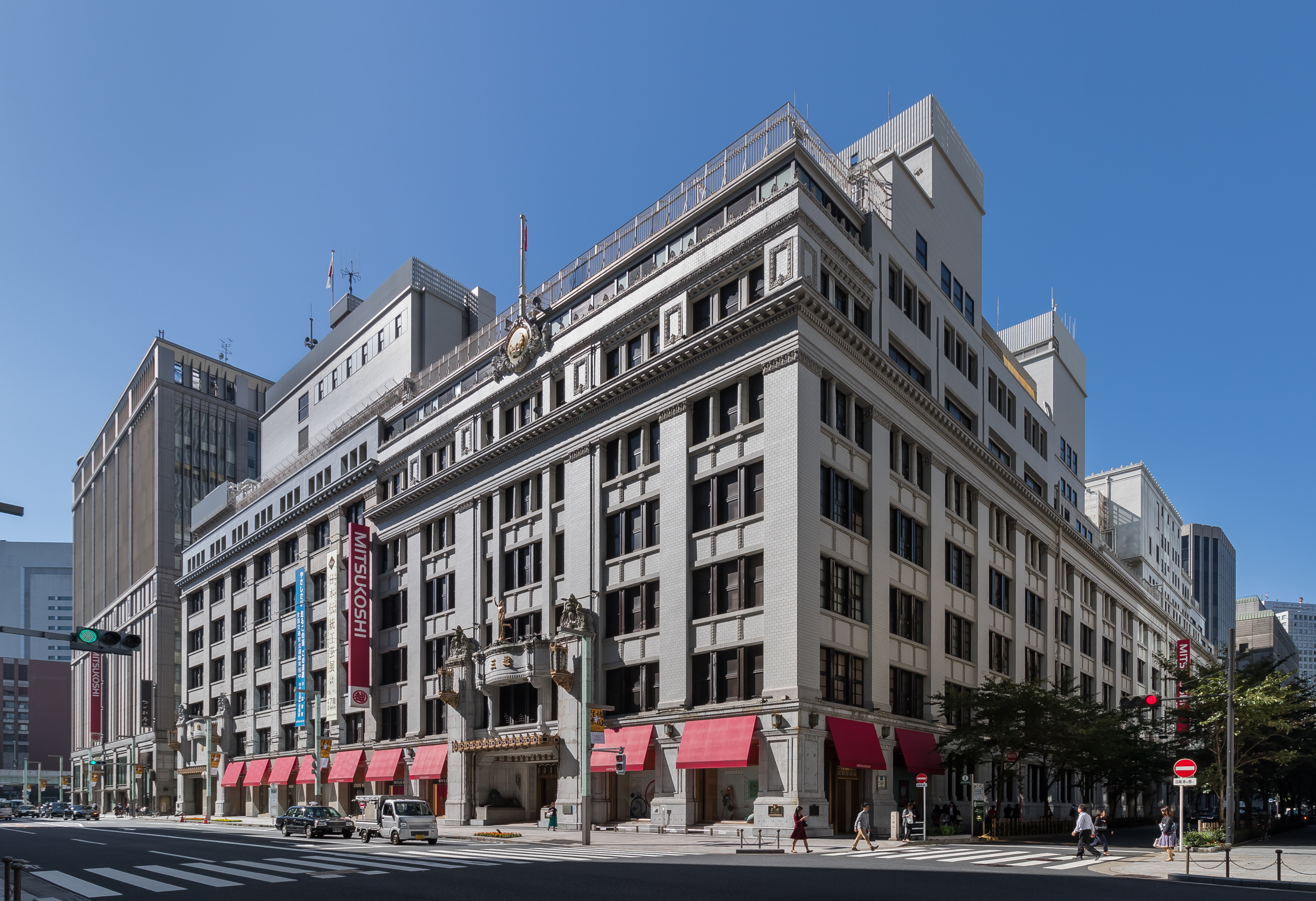
日本橋三越本店

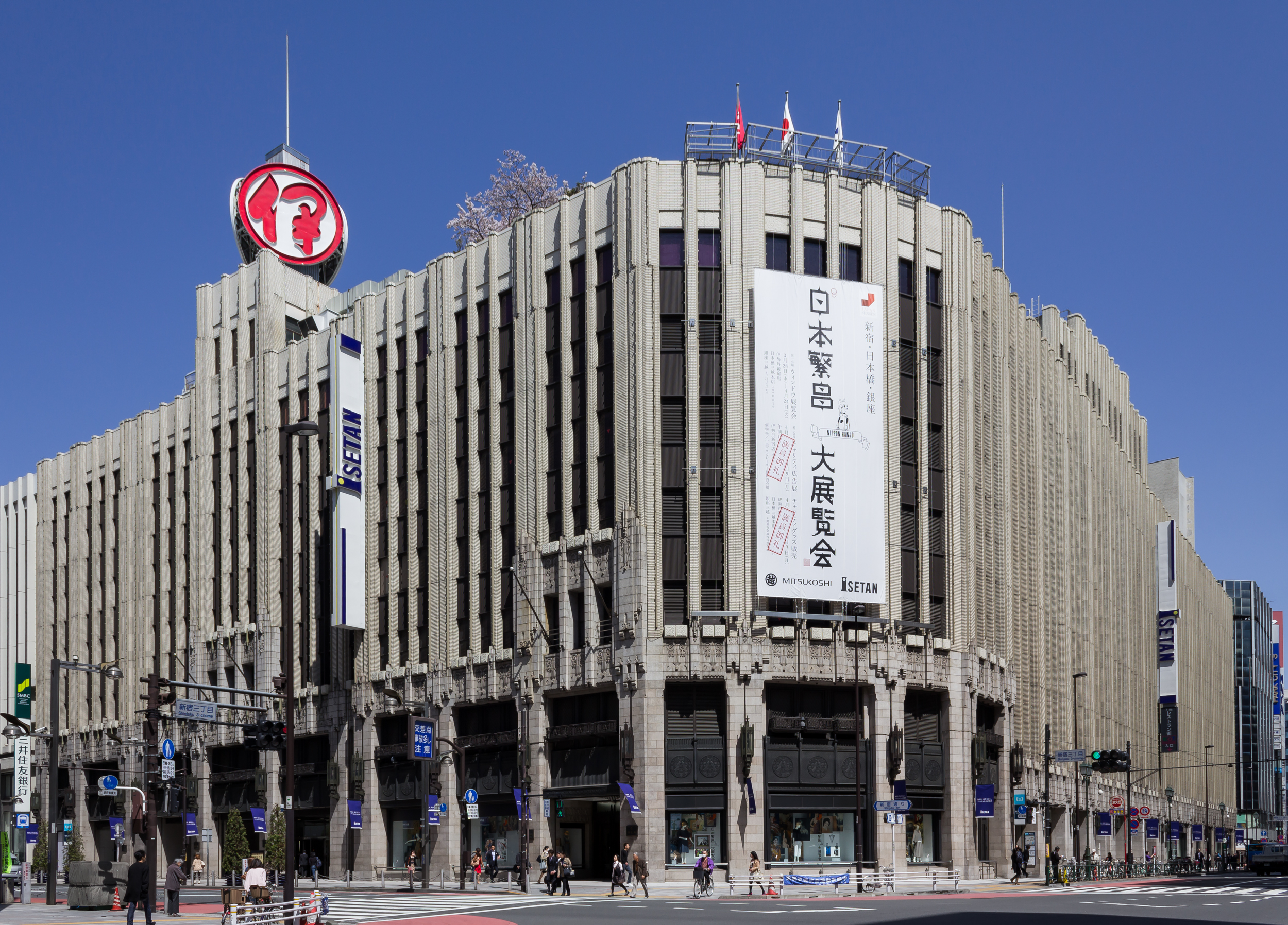
伊勢丹新宿本店

株式会社三越伊勢丹ホールディングス（みつこしいせたんホールディングス、英: Isetan Mitsukoshi Holdings Ltd.）は、東京都新宿区西新宿に本社を置く、日本の百貨店の純粋持株会社。同社傘下として三越伊勢丹（関東地方の店舗を運営）をはじめとする各地方の百貨店運営会社などを所有している。日経平均株価の構成銘柄の一つ。三井グループに属する。

## 概要
日本国内にある多くの政令指定都市に出店しているほか、世界進出でも長い歴史を持っている。景気低迷期であったはずの1990年代に、独自のマーチャンダイジング（MD）で躍進した伊勢丹が、日本最古の百貨店でありながら、資本増強に苦しんでいた三越を取り込む形で経営統合。2008年4月1日に株式移転（比率は伊勢丹「1」に対して三越は「0.34」）により純粋持株会社として発足した。
かつて、三越は売上高国内4位で伊勢丹は5位だったが、経営統合により売上高・規模で日本の百貨店業界首位となり、以来その座を手放していなかったが、2022年、売上高を髙島屋に抜かれた。
登記上の本店は東京都中央区銀座四丁目の銀座三越所在地だったが、2011年6月に実際の本社機能の所在地（伊勢丹新宿本店パークシティイセタン2内）である東京都新宿区新宿五丁目に変更している。
伊勢丹は長らく同族企業（創業家小菅家）であったが、改革を掲げた当時の世襲経営者がメインバンクとの関係を薄めたのを機に乗っ取り屋に狙われるなどした事件が起き、1993年退任とともに完全に世襲を排した。新宿本店の「解放区」といった過激なMDが実を結ぶのはそのあとである。三越（越後屋呉服店）は三井財閥の源流である名門企業であり、両社はかなり異なった企業体質を持っていた。
相互にメインバンクが異なる両社を統合したのはホールディングス代表取締役会長兼最高経営責任者の武藤信一であったが、統合後2年経たない2010年1月に急逝した。その後、後継と目されていた実力者・二橋千裕は、当時業務提携を結んでいた東急百貨店の社長に転出し、事実上放逐された（2015年3月まで専務執行役員として当社に籍を残していたが、提携終了に伴い退任）。会長の座には橋本幹雄が就いたが代表権は与えられない。武藤は実際には異なる人物を後継として指名したとされる。
なお社名と英語表記とでは、三越と伊勢丹との前後順序が逆になっている（同じような例は三井住友銀行などにもある）が、子会社名のほとんどは「エムアイカード」などのように三越を先に表記し、英語表記では伊勢丹を先に表記する。ロゴマークは英語表記順通り伊勢丹の「i」と三越の「m」を組み合わせたもの。

## 沿革
- 2008年4月1日 - 共同株式移転により、株式会社三越伊勢丹ホールディングス設立（株式移転比率は、伊勢丹株1に対し三越株0.34）
- 2009年
  - 5月29日 - 子会社として株式会社札幌丸井今井と株式会社函館丸井今井の2社を設立（6月29日に丸井今井から事業譲受し、8月1日事業開始）
  - 10月 -  岩田屋との間で株式交換を実施し、岩田屋を完全子会社化。同時に福岡証券取引所に上場（岩田屋の上場廃止による代替措置）
- 2010年
  - 1月6日 - 統合をなしとげた会長武藤信一が死亡。
  - 1月10日 - 武藤信一が闘病していたこと、および死亡していたことは厳重に隠されていたが、この日に初めて公表した。同時に新経営体制発足。
  - 4月1日 - 三越8店舗（札幌、仙台、新潟（「株式会社新潟三越伊勢丹」へ統合）、名古屋、広島、高松、松山、福岡）を地域店舗運営子会社8社に事業譲渡。
  - 10月1日 - 岩田屋が福岡三越を吸収合併し、「株式会社岩田屋三越」が発足。
- 2011年
  - 4月1日 - 関東地区の店舗運営会社を「株式会社三越伊勢丹」として統合。札幌丸井今井が札幌三越を吸収合併し、「株式会社札幌丸井三越」が発足。
  - 5月4日 - JR大阪駅・大阪ステーションシティ（ノースゲートビルディング）に「JR大阪三越伊勢丹」（運営はジェイアール西日本伊勢丹）が開業。
- 2013年10月30日 - 伊勢丹のショッピングバッグ等で使用していたタータンチェック柄を55年ぶりに「マクミラン/イセタン」柄にリニューアル[6]。
- 2014年4月1日 - 三越の紙袋のデザインを57年ぶりに変更。図柄は友禅柄で人間国宝の森口邦彦による[7]。
- 2016年3月9日 - JR名古屋駅前・大名古屋ビルヂングに、三越伊勢丹ホールディングスの店舗「イセタンハウス」がオープンした。地下1階～地上2階の商業ゾーンの中核テナントとなる[8][9][10]。
- 2018年9月26日 - 伊勢丹相模原店、伊勢丹府中店、新潟三越を閉鎖すると発表。
- 2020年5月12日 - 大名古屋ビルジングのイセタンハウスを8月末に閉店すると決めた[11]。
- 2022年12月- フィリピン・マニラにMitsukoshiBGCを開店した[12]。
- 2024年3月20日 - 福岡証券取引所上場廃止[13]。

## 歴代社長
- 石塚邦雄：2008年 - 2012年
- 大西洋：2012年 - 2017年
- 杉江俊彦：2017年 - 2021年
- 細谷敏幸：2021年 - 現職

## 組織体制
- 内部監査室
- チーフオフィサー室
- 秘書室
- 総務統括部
- グループマーチャンダイジング統括部
- 情報システム統括部
- 不動産統括部
- 海外事業統括部
- 業務統括部

## グループ企業
なお、本項で特に断りのないものは100%出資の完全子会社である。
※ここでは企業体に関する事項のみを記載。店舗の詳細（閉店した店舗等）については、リンク先項目を参照。

### 国内百貨店
- 株式会社三越伊勢丹　設立 2003年（平成15年）9月1日。

- 株式会社札幌丸井三越　設立 2009年5月29日（旧.札幌丸井今井）、2011年4月1日札幌三越を吸収合併。

- 株式会社函館丸井今井　設立 2009年5月29日、店舗運営事業承継 同年7月31日。

- 株式会社仙台三越　設立 2009年10月1日（地方店舗分社化）、店舗運営事業承継 2010年4月。

- 株式会社新潟三越伊勢丹　 設立 1984年4月3日（旧.新潟伊勢丹）

- 株式会社静岡伊勢丹　設立 1948年6月(旧.田中屋百貨店) 2009年に三越伊勢丹ホールディングスの完全子会社化。

- 株式会社名古屋三越　設立 2009年10月1日（地方店舗分社化）、店舗運営事業承継 2010年4月。

- 株式会社広島三越　設立 2009年10月1日（地方店舗分社化）、店舗運営事業承継 2010年4月。

- 株式会社高松三越　設立 2009年10月1日（地方店舗分社化）、店舗運営事業承継 2010年4月。

- 株式会社松山三越　設立 2009年10月1日（地方店舗分社化）、店舗運営事業承継 2010年4月。

- 株式会社岩田屋三越　設立 設立 1935年5月8日（旧.岩田屋）、2010年10月1日福岡三越を吸収合併。

- 株式会社ジェイアール西日本伊勢丹（WJRI） 設立 1990年10月1日。40%の出資 持分法適用関連会社。

### 海外店舗

#### 中国
- 上海梅龍鎮伊勢丹（上海梅龙镇伊势丹百货有限公司）　開業1997年6月（80%出資、連結子会社）
- 天津伊勢丹（天津伊势丹有限公司）　開業1993年
- 天津濱海新区伊勢丹(天津市)　2013年1月18日開業。
- 成都伊勢丹（成都伊势丹百货有限公司）　開業2007年5月。

#### 台湾
- 新光三越百貨股份有限公司

1991年。新光集団との合弁により設立。出資率43.4%　持分法適用関連会社。　
支店網: 台北・桃園・台中・嘉義・台南・高雄など。

#### 東南アジア
- バンコク伊勢丹 　タイ現地法人:Isetan (Thailand) Co.,Ltd

出資率49% 連結子会社、アイティーエムクローバーCo.,Ltd.45.5%出資。1992年開業。2020年8月31日付で営業終了が発表されている。
- クアラルンプール伊勢丹 　マレーシア現地法人:Isetan of Japan Sdn. Sdn.Bhd.
  - ISETAN The Japan Store　マレーシア第1号店として1991年8月1日オープン(公式サイトでは1990年に開業としている)。
  - KLCC店　1998年5月30日開業。
  - THE GARDENS店　2007年開業。
  - ONE UTAMA店　2012年4月開業。
- シンガポール伊勢丹 　シンガポール現地法人:Isetan Singapore Ltd.

出資率52% 連結子会社,レキシム シンガポールPte.Ltd.
- スコッツ店
- タンピネス店
- セラングーン店

#### ヨーロッパ
- ローマ三越　イタリア現地法人：Isetan Mitsukoshi Italia s.p.a　開業1975年。

#### アメリカ
- 米国三越 アメリカ合衆国現地法人：Mitsukoshi (U.S.A.) Inc.1979年設立。

### クレジット・金融業、友の会事業
- 株式会社エムアイカード

クレジットカード業、貸金、金融商品仲介、損害保険・生命保険・信託業務、宅地建物取引業。
- 株式会社エムアイ友の会

エムアイカードの100%子会社。前払式特定取引による商品売買の取次。他　文化教養教室、プレイガイド業業務等も行う。

### 小売・専門店・レストラン事業
- 株式会社三越伊勢丹トランジット

2016年1月20日設立。飲食マーケットでの事業強化を目的とする。ブランディングプロデュースおよび飲食事業運営を行う企業「トランジットジェネラルオフィス」との共同出資会社（三越伊勢丹51％、トランジット49％）海外ブランドとのライセンス契約、及び独自開発するカフェ・専門店・レストラン・フードコートの企画運営を行う。
- 株式会社エムアイフードスタイル
  - クィーンズ伊勢丹　グレードの高いスーパーマーケットを独自にチェーン展開。

2017年12月設立。食品製造及びスーパーマーケット等の運営。出資率34%。
工場：立飛工場（惣菜・ベーカリー）・総和工場（缶詰・レトルト・焼菓子）・船橋加工センター（水産品・畜産品加工）
- 株式会社Japan Duty Free Fa-So-Ra三越伊勢丹

2014年9月30日設立。三越銀座店にある「Japan Duty Free GINZA」（免税店）の運営。日本空港ビルデング・NAAリテイリングとの共同出資会社（JATCO45%、三越伊勢丹HD・NAAR各27.5%）。

### アパレル他事業
- 株式会社レオテックス

1948年「三越縫製工場」として設立。ユニフォーム、紳士服イージーオーダー、ワイシャツ等の製造販売。
直営店：ビーチェショップ（江東区清澄）

### 卸売事業
- 株式会社三越伊勢丹ギフト・ソリューションズ

1972年「レオドール貿易」（旧.三越系）として設立。ギフト商材、ノヴェルティ等の企画開発、販売。ロゼンタール、ロイヤルアルバート。ミントン　ブランドの輸入も行っている。総合の他、中元･歳暮用グルメ「味覚百景」、ブライダルカタログ、香典返し「栞」・宿泊ギフト「彩宿日和」などのカタログがある。
日本全国の郵便局から三越ギフトの申し込みを受け付けている。
伊勢丹は、中国で「礼品精貨」を開始。アジア市場全体への拡大を図っている。
- 株式会社レオマート

1991年設立（旧.三越系）。百貨店の催事企画・運営・販売、通信販売卸売、古物売買業、イベント企画業務 。三越伊勢丹、ADOグループ外の大丸松坂屋、そごう・西武、小田急百貨店等とも取引がある。
- 株式会社センチュリートレーディングカンパニー

1973年3月16日設立（旧.伊勢丹系）。2021年4月完全子会社化。ヨーロッパを中心としたワイン、食品の輸入販売。毎年1月に行われる三越伊勢丹の一大催事である「サロン・デュ・ショコラ」に出展される直輸入ショコラの多くを輸入している。
ワイン： ルシアン・リュルトン・エ・フィス（ボルドー）・ラウル・クラージェ（ブルゴーニュ）・ドゥーツ（シャンパン）・トーレス（スペイン）
食品：ジャン＝ポール・エヴァン（フランス・チョコレート）・エディアール（フランス食材）・クリスティーヌ・フェルベール（フランス・コンフィチュール＆チョコレート）
- 株式会社T'sトレーディング

イギリス高級百貨店「ハロッズ」ブランドの食料品・雑貨の輸入・販売。

### 不動産・建物管理業
- 株式会社三越伊勢丹プロパティ・デザイン　テナントマネジメント・建装/デザイン・コンストラクションマネジメント事業を手がける会社。　1953年(昭和28年)に設立。
- 新宿サブナード株式会社　株式会社三越伊勢丹（旧.伊勢丹）33.3%出資　持分法適用関連会社。1968年(昭和43年)設立。
- 株式会社伊勢丹会館　飲食店ビル（地下1階-地上8階。伊勢丹新宿本店メンズ館隣）
- 株式会社三越伊勢丹アイムファシリティーズ　1957年「株式会社協力舎」として設立。合併・社名変更を経て、2010年　三越伊勢丹HDS持分法適用関連会社、アイング株式会社（総合アウトソーシング・カンパニー）の出資を受け、アインググループ傘下に入る。
- 野村不動産三越伊勢丹開発合同会社　フィリピンで不動産開発を行う会社の株式取得や事業管理。

### 物流業
- 株式会社三越伊勢丹ビジネス・サポート

### 人材サービス業
- 株式会社三越伊勢丹ヒューマン・ソリューションズ
- 株式会社三越伊勢丹ソレイユ

### その他事業
- 株式会社伊勢丹スイング

新宿・浦和・松戸の伊勢丹屋上にあるゴルフ・スクール。
- 株式会社スタジオアルタ

1980年3月26日設立（旧.三越系　出資60%）。広告代理業。コマーシャルの製作。ファッションショーの企画。新宿駅東口 ビックスビルにある「アルタビジョン」多目的スタジオの運営。
- 株式会社三越伊勢丹研究所　調査・研究受託業。
- 株式会社三越伊勢丹システム・ソリューションズ　情報処理サービス。
- 株式会社三越環境デザイン　2006年9月に旧三越製作所と三越建装営業部門を統合。
- 株式会社JTB伊勢丹トラベル（出資33.4%、持分法適用関連会社）
- 株式会社三越伊勢丹ニッコウトラベル
- 株式会社ファッションヘッドライン

ファッション・ニュース・メディア「FASHION HEADLINE」の他、各種メディア運用と制作、広告代理業の運営、システム開発、市場調査を行う。

### かつてのグループ企業
- 株式会社マミーナ

1964年3月26日設立（旧伊勢丹系）。婦人服、服飾雑貨等の小売。2018年清算。
首都圏を中心にファッションビル、ショッピングセンター等に出店。ネット販売も行っていた。
取り扱いブランド：　NETTO di MAMMINA（ネットディマミーナ　若い女性向け）・et Cheri（オフィスで働く女性向け）・AP to D　小物雑貨 ・ANNA SUI（アナ スイ）・Dear Luv, iiwa iiwa CLOSET, LOCK YOUR HEARTS ランジェリー。
- 株式会社三越伊勢丹通信販売

2011年設立。カタログ販売、テレショップ、オンライン･ショッピングを運営。新たに食品宅配事業「エムアイデリ」を開始。2020年2月、三越伊勢丹が吸収合併。
- 株式会社三越伊勢丹不動産　1973年設立。マンション、オフィスビル等の管理、ゴルフ会員権事業を手がける。2021年1月4日に株式譲渡。